# Day for Night
Day for Night — четвёртый студийный альбом американской группы Spock’s Beard, выпущенный в 1999 году.

## Об альбоме
Композиции с 8 по 14 объединены в сюиту «The Healing Colors of Sound». На японском издании в качестве бонус-трека была добавлена концертная версия композиции «June» с предыдущего альбома, The Kindness of Strangers. Европейское издание альбома также содержит один бонус-трек — кавер-версию песни «Hurt» Лос-Анджелесской группы Code Blue. Томас Уэбер, руководитель лейбла Inside Out, занимавшегося распространением альбома в Европе, попросил музыкантов записать бонус-трек для последующего включения в европейский релиз. Нил и его брат Алан часто посещали выступления Code Blue в начале 80-х и им нравилась эта песня. По словам Нила Морса ему всегда нравилась эта песня и он решил, что было бы интересно записать на неё кавер.
Песня «Skin» была также выпущена в виде сингла.
Пластинка была тепло встречена критиками. Джозеф Скотти с сайта Allmusic заявляет, что Day for Night ещё одна грандиозная работа группы. Выдающимися он называет треки «The Distance to the Sun», «Day for Night» и сюиту «The Healing Colors of Sound». Также Скотти высоко оценивает игру музыкантов, называя «изобретательной» игру Алана Морса на гитаре, «блестящими» барабанные партии Ника Д’Вирджилио и «искусными» клавишные Рио Окумото. Итоговая оценка — 4 балла из 5. Журнал Rock Hard выбрал Day for Night в качестве альбома месяца, а критик Михаэль Ренсен оценил альбом в 10 баллов из 10.

## Список композиций
Автор всех слов и музыки Нил Морс, если не указано иное.
| №                   | Название                             | Автор(ы)                             | Длительность |
| ------------------- | ------------------------------------ | ------------------------------------ | ------------ |
| 1.                  | «Day for Night»                      |                                      | 7:34         |
| 2.                  | «Gibberish»                          |                                      | 4:18         |
| 3.                  | «Skin»                               |                                      | 3:58         |
| 4.                  | «The Distance to the Sun»            |                                      | 5:11         |
| 5.                  | «Crack the Big Sky»                  |                                      | 9:59         |
| 6.                  | «The Gypsy»                          |                                      | 7:29         |
| 7.                  | «Can't Get It Wrong»                 | Ник Д’Вирджилио, Алан Морс, Нил Морс | 4:12         |
| 8.                  | «The Healing Colors of Sound Pt. 1»  |                                      | 2:22         |
| 9.                  | «My Shoes»                           |                                      | 4:16         |
| 10.                 | «Mommy Comes Back»                   |                                      | 4:50         |
| 11.                 | «Lay It Down»                        |                                      | 3:18         |
| 12.                 | «The Healing Sounds of Colors Pt. 2» |                                      | 3:17         |
| 13.                 | «My Shoes (Revisited)»               |                                      | 3:54         |
| 14.                 | «Urban Noise» (скрытый трек)         |                                      | 0:42         |
| Общая длительность: | Общая длительность:                  | Общая длительность:                  | 65:20        |

| №                   | Название            | Автор(ы)            | Длительность |
| ------------------- | ------------------- | ------------------- | ------------ |
| 15.                 | «Hurt»              | Дин Чемберлен       | 3:09         |
| Общая длительность: | Общая длительность: | Общая длительность: | 68:29        |

| №                   | Название                   | Длительность |
| ------------------- | -------------------------- | ------------ |
| 15.                 | «June» (концертная версия) | 3:09         |
| Общая длительность: | Общая длительность:        | 68:29        |

## Участники записи
Spock’s Beard
- Нил Морс — вокал, фортепиано, синтезатор, акустическая гитара
- Алан Морс — электрогитара, меллотрон, бэк-вокал
- Рио Окумото — орган Хаммонда, меллотрон
- Дейв Мерос — бас-гитара, бэк-вокал
- Ник Д’Вирджилио — ударные, перкуссия, бэк-вокал

Приглашённые музыканты
- Джон Гарр — саксофон на «Crack the Big Sky»
- Байрон Хаус — контрабас, виолончель на «Gibberish» и «Can't Get It Wrong»
- Джой Уорленд — валторна на «Can't Get It Wrong», «The Healing Colors of Sound Pt. 1», «The Healing Colors of Sound Pt. 2»
- Эрик Брентон, Джон Кровоза, Том Тэлли — струнная секция на «The Healing Colors of Sound Pt. 1»

Производство
- Spock’s Beard — продюсирование
- Рич Маузер — звукоинженер, микширование

Оформление
- Томас Эверхард — дизайн обложки